# وادي الدفلة
وادي دفلة هو واد يبدأ تدفقه بالقرب من كيبوتس دفلة في إسرائيل. يُعتبر أحد الأودية الرئيسية التي تصرف مياه منطقة مرتفعات منشيه باتجاه الغرب وصولًا إلى البحر الأبيض المتوسط.

## الموقع الجغرافي ومسار الوادي
يقع وادي دفلة جنوب وادي ماهرال وشمال وادي التماسيح. وتشمل روافده الرئيسية وادي شلف، وادي منشيه، ووادي رون.
يبلغ طول الوادي حوالي 17 كيلومترًا، وتبلغ مساحة حوض تصريفه أي مساحة المنطقة التي يجمع منها مياهه إلى 95 كيلومترًا مربعًا. يتلقى الحوض معدل هطول أمطار سنوي يُقدَّر بنحو 600 ملم، وكان متوسط التدفق الأساسي التاريخي للوادي يصل إلى 1 مليون متر مكعب سنويًا.
يبدأ تدفق وادي دفلة من عدة ينابيع تقع بين كيبوتس عين هشوفيت وكيبوتس دفلة، ويتجه غربًا موازيًا لمسار الطريق السريع رقم 67. يعبر الوادي تحت الطريق السريع رقم 6 ثم يلتقي بروافده الرئيسية، وادي شلف ووادي منشيه. لاحقًا، جنوب مستوطنة بات شلومو، يندمج الوادي مع وادي ألكناه ووادي تليمون. يمر وادي دفلة بالقرب من قرية ماير شفيا العربية وبلدة فوريديس، ثم يعبر الطريق السريع رقم 4 ورقم 2، إضافةً إلى خط السكة الحديدية، قبل أن يصب أخيرًا في البحر الأبيض المتوسط بين مستوطنة دور وكيبوتس معجان ميخائيل.

## النظام البيئي
يتميز وادي دفلة بغطاء نباتي متنوع يشمل أنواعًا مثل: الصفصاف المدبب، الدفلى النهري، القصب العادي، الغاب الشائع، التوت المقدس، الشومر البسيط، البلوط الطابوري، والبطم الفلسطيني. كما يحتوي الوادي على نباتات نادرة مثل الدردار المشعر، الورد الصيدوني، الحوذان المائي، واللبلاب الإيزملي. وتعد مياه الوادي موطنًا طبيعيًا لأسماك لبنون اليركون.

## المحمية الطبيعية
في عام 2008، أُعلن عن منطقة تمتد على حوالي 800 دونم في منطقة وادي دفلة وروافده كمحمية طبيعية، وذلك للحفاظ على التنوع البيئي والنظام الهيدرولوجي للوادي.

## روابط خارجية
- صور وادي دفلة في ويكيميديا كومنز
- نهر دفلة وروافده - طبيعة ومناظر طبيعية في إسرائيل
- נחלי ישראל - מדיניות ועקרונות תכנון (سياسات ومبادئ تخطيط الأودية في إسرائيل، وزارة حماية البيئة الإسرائيلية)